# Автомат Манасяна
Автомат Манасяна образца 1992-го года или VAHAH (рус. Ваган, арм. ՎԱՀԱՆ) — автомат армянского производства, разработанный инженером Ваганом Манасяном.
"Ваган" разработан на основе экспериментального автомата калибра 7,62х39 мм (иногда называемого МБК-2), спроектированного Манасяном во время службы в Советской армии. Автоматика оружия работает на принципе полусвободного затвора, что позволяет упростить конструкцию для полукустарного производства. Оружие может быть укомплектовано подствольным гранатомётом ГП-30, штык-ножом, оптическим прицелом.

## История создания
Основы конструкции «Вагана» были заложены Ваганом Манасяном в 1952 году. Тогда на полигоне НИПСМВО ГРАУ в Коломне был испытан пистолет-пулемёт его разработки под патрон 7,62×25 мм ТТ. Комиссия, наблюдавшая за ходом испытаний, решила, что «разработка такого образца нецелесообразна».
Полигонные испытания автомата Манасяна начались в декабре 1953 года. Они предусматривали проверку всех ТТХ оружия, оценку надёжности в ухудшенных условиях (запыление, низкие и высокие температуры, стрельба без чистки и смазки, стрельба с сухими деталями и т. д.), а также велосиметрические исследования. Испытания должны были определить боевые и эксплуатационные характеристики автомата, а также его преимущества и недостатки перед с автоматом Калашникова и дать заключение о целесообразности дальнейшей работы над автоматом. Испытания проходили в течение 10 суток, на них было выделено 5000 патронов калибра 7,62 мм обр. 1943 г.
Масса и габариты автомата Манасяна практически соответствовали АК, но он работал на принципе отдачи полусвободного затвора. Канал ствола запирался с помощью двух симметрично расположенных выступов на курке. Эти выступы при спуске с боевого взвода заходили за боевые упоры ствольной коробки. Капсюль пробивался ударником в процессе запирания. Полигонные специалисты отметили, что такая система не может быть признана надёжной, по причине возможности выстрела при не полностью запертом канале ствола. Анализ конструкции показал, что до стрельбы  возможны проблемы из-за значительной подпрессовки гильзы при запирании (затвор в переднем положении базировался по её донцу) и вероятности поперечного обрыва гильзы из-за наличия конструктивного зазора. Эксперты выразили сомнения в возможности обеспечения конструкцией стабильного от выстрела к выстрелу импульса, необходимого для надёжной работы системы с полусвободным затвором.

### Результаты испытаний
Из первых 104 выстрелов, подготовленный к стрельбе самим Манасяном, автомат показал 43 задержки, среди которых 2 поперечных обрыва гильзы, 3 слабых накола капсюля, 11 непродвижений патрона в патронник, 9 тугих экстракций стреляной гильзы, 8 случаев непроизвольной стрельбы и т. д.
Однако Манасяну была дана возможность отладить оружие. Было подогнано новое шептало, изготовлены новые возвратно-боевые пружины, закреплён в ствольной коробке дополнительный копир для доворота курка назад при откате затвора, а также приварен раскачавшийся отражатель.
После изменений и доработок, автомат показал на 180 выстрелов 13 задержек, но с сухими патронами перестал работать вовсе.
Переключения режимов огня на автомате было крайне неудобно, поэтому проверка кучности боя автомата Манасяна производилась только очередями по 2–5 выстрелов на дальность 100 м из положения лёжа с упора и лёжа с руки. При стрельбе "с руки" автомат показал результат схожий с АК, а при стрельбе "с упора" уступил ему в два раза, показав при этом ещё и значительно больший разброс СТП в группах. На 120 выстрелов пришлось 8 задержек.

#### Выводы полигона
1. Несовершенный УСМ
2. Ненадёжный предохранитель
3. Недопустимо большое усилие перезаряжания
4. Неравномерный и излишне высокий темп стрельбы
5. Совершенно неудовлетворительная механизмов от попадания пыли, песка и т. п.
Оценка, данная экспертами, звучала для Вагана Манасяна совсем не обнадёживающе — «… можно заведомо сказать, что получение надёжной работы автоматики в автомате Манасяна весьма сомнительно». Испытатели отметили и ненадёжный предохранитель, который не обеспечивал невозможности перезаряжания оружия во включенном положении и не блокировал курок и шептало, и нежизнеспособность предложенного варианта переключения режимов огня ступенчатым нажатием спускового крючка — до ограничителя одиночный, при дальнейшем продавливании — автоматический.
Спустя два года Манасян представил на испытание автомат под патрон 7,62х39 мм образца 1943 года, работавший на принципе отдачи полусвободного затвора. Заключение комиссии было следующим: «7,62-мм автомат Манасяна под патрон обр. 1943 г. по боевым и эксплуатационным характеристикам не обладает никакими преимуществами перед 7,62-мм автоматом Калашникова и имеет по сравнению с ним целый ряд существенных недостатков».
В 1992 году Манасян вновь реализовал свои идеи, создав автомат, названный «Ваган», в честь конструктора. Однако производство оружия не вышло за рамки экспериментальных образцов.